# Abigail (Band)
Abigail ist eine japanische Black-/Thrash-Metal-Band aus Tokio.

## Geschichte
Die Band wurde 1992 gegründet. Die ersten Demos wurden zusammen mit Barbatos (Bass, Gesang), Y. Ono (Schlagzeug) und Yasunori Nagamine (Gitarre) aufgenommen. Die EP Descending from a Blackend Sky nahm Yasuyuki Suzuki alleine auf. Suzuki handelte einen Vertrag mit dem australischen Label Modern Invasion aus. So machte Abigail sich an die Aufnahmen zum Debütalbum Intercourse & Lust. Zwischenzeitlich wurde noch eine Split-CD mit der niederländischen Band Funeral Winds aufgenommen, die zunächst auf 700 Stück limitiert war, sowie die Single Confound Eternal, auf der Youhei erstmals als Schlagzeuger mitwirkte. Wegen der Unzufriedenheit mit den Verkäufen von Intercourse & Lust wurde die Zusammenarbeit von Modern Invasion beendet.
Bis zur Fertigstellung des Debütalbums vergingen zwei Jahre. Im Mai 1997 wurde es schließlich veröffentlicht. Zwischen 1997 und 2001 pausierte die Band größtenteils. Suzuki und Yasunori gründeten in dieser Zeit, zusammen mit Mirai Kawashima von Sigh, das Projekt Cutthroat. 2001 meldeten sich Abigail mit einer Split-Single zusammen mit Decayed zurück. Abigail coverten darauf Bulldozer. Es folgte die EP Welcome All Hell Fuckers, die über das französische Label Drakkar Productions veröffentlicht wurde. Kurz darauf spielte Abigail das erste Mal in Nordamerika. Zusammen mit der japanischen Band Anwyl tourte sie unter dem Motto Black Metal Yakuza. Mehrere Split-Singles, unter anderem mit Witchburner und Sabbat, folgten. Im Oktober 2003 tourte die Band mit Morrigan und Eminenz durch Europa. Neben zwei Live-Alben erschien auch das Album Forever Street Metal Bitch.
Seit 2003 veröffentlichte die Band mehrere Live-, Split- und Best-of-Alben. Sweet Baby Metal Slut, ihr letztes reguläres Studioalbum, erschien 2009. Vom ursprünglichen Line-Up sind nur noch Suzuki und Youhei übrig, Gitarrist Yasunori stieg 2005, vor dem dritten Album, Ultimate Unholy Death, aus. Abigail hat seitdem keinen festen Gitarristen gefunden. Auf den Veröffentlichungen spielt Suzuki bis auf das Schlagzeug alle Instrumente ein, bei Live-Auftritten helfen sie sich mit Hilfe von Gitarristen befreundeter Bands aus. Auf Sweet Baby Metal Slut übernahm Noboru „Jero“ Sakuma von der japanischen Heavy-Metal-Band Gorgon die Leadgitarren.

## Stil
Abigail spielt eine Mischung aus Thrash und Black Metal der alten Schule, wobei ihr Frühwerk einen „reinen“ Black-Metal-Klang repräsentiert und ihr Spätwerk sich eher am Thrash Metal orientiert. Zu ihren Einflussgrößen zählen vor allem die Thrash- und Speed-Metal-Klassiker wie Venom, Hellhammer und Sodom. Charakteristisch, wie bei vielen japanische Bands, ist der immense Output an Veröffentlichungen im Single-Format. Auf den zahlreichen Veröffentlichungen leisten die Mitglieder der Band vielfach ihren Tribut an unbekannteren Größen des Undergrounds wie Bulldozer und NME. Der Thrash Metal der Band ist nicht unähnlich dem von Sabbat, jedoch wesentlich primitiver und schneller gespielt. 
Die Texte bedienen die typischen Metal-Klischees, bauen aber auch eine Verbindung zum Yakuza-Lebensstil auf. Gelegentlich bezeichnet Suzuki seinen Stil als „Yakuza Metal“. Sie bezeichnen sich oft als „the most evil band in Japan“.

„That lyrics are my life style. Metal is sex ! Metal is beer ! Ha ha. I'm really enjoy listen metal music with drink beer. Beer and metal is my Best medicine.“

Auf die Beziehungen zu Deutschland (Suzuki veröffentlichte mit Abigail eine Split-EP mit Morrigan und mit Barbatos eine mit dem Projekt Wolfsburg des Absurd-Sängers Ronald Möbus) angesprochen, entgegnete Suzuki, er sei „sehr stolz auf das gute Verhältnis zu Deutschland während des 2. Weltkrieges“. Die Split-EP mit Morrigan solle „demonstrieren, dass die Deutsch-Japanische Freundschaft niemals sterben wird“. 2011 wurde die Veröffentlichung einer Split-EP mit Akashah über Darker Than Black Records angekündigt; die EP erschien 2013.
Suzuki spielt außerdem noch in der japanischen Thrash-Metal-Band Barbatos, war kurzzeitig Mitglied von Sigh und spielt außerdem noch in der Thrash-Metal-/D-Beat-Band Tiger Junkies.

## Diskografie (Auswahl)

### Studioalben
- 1997: Intercourse and Lust
- 2003: Forever Street Metal Bitch
- 2004: Fucking Louder than Hell
- 2005: Ultimate Unholy Death
- 2009: Sweet Baby Metal Slut

### Kompilationen
- 2005: Abigail Loves Ilona, as She Is the Very Best
- 2007: The Early Black Years
- 2011: The Lord of Satan

### Livealben
- 2003: The Gig of Wrath
- 2003: Diabolical Nights of Infernal Desecration
- 2005: Possession Demoniaca
- 2005: Alive... in Italy
- 2006: Alive... in Thailand
- 2006: Alive... in USA
- 2008: Alive... in Singapore
- 2008: Alive... in Tokyo
- 2008: Kamikaze Metal Attack Over Finland (DVD)

### EPs und Singles
- 1993: Descending from a Blackend Sky
- 1996: Confound Eternal
- 2001: Welcome All Hell Fuckers
- 2005: Eastern Force of Evil
- 2007: Abigail’s Tribute to NME

### Demos
- 1992: Demo 1
- 1993: Blasphemy Night

### Split
- 1995: Screaming for Grace / Abigail (zusammen mit Funeral Winds)
- 2001: The Bulldozer Armageddon Volume 2 (zusammen mit Decayed)
- 2002: Live-Split zusammen mit Witchburner
- 2002: Sexual Metal Holocaust (zusammen mit Barbatos)
- 2003: Kamikaze Splitting Roar (zusammen mit Sabbat)
- 2003: Alkoholik Metal Blasphemers (zusammen mit Korihor)
- 2004: Evilized Japan (zusammen mit Sigh)
- 2005: Outbreak of Evil Volume 2 (zusammen mit Villains, Midnight und Force of Darkness)
- 2005: Live in Germany 2004 / Hexenkreis (zusammen mit Front Beast)
- 2006: Satan’s Revenge Live!!! (zusammen mit Barbatos und Cut Throat)
- 2006: Tribute to Acid (zusammen mit Unholy Grave)
- 2006: Split zusammen mit Morbid Upheaval
- 2007: Apocalyptic Nightmare Continues (zusammen mit Effigy)
- 2007: A Celtic / Japanese Alliance (zusammen mit Morrigan)
- 2007: Far East Necromancers (zusammen mit Fastkill)
- 2007: Street War Metal Kommand (zusammen mit Hate Kommand)
- 2007: Speed Metal Motherfuckers (zusammen mit Vorkuta)
- 2008: Speed ’n’ Spikes Volume 3 (zusammen mit Nekromantheon)
- 2008: Street Metal Alcoholocaust (zusammen mit Barbatos)
- 2008: Holocaustik Metal Sexxxekution Whoreslaughters (zusammen mit Ironfist und Deiphago)
- 2008: Apocalyptic Necroholocaust (zusammen mit Evil Damn)
- 2008: The Eastern Desekratorz (zusammen mit Mantak)
- 2013: Axis of Evil (zusammen mit Akashah)